# Mistrzostwa Stanów Zjednoczonych w skokach narciarskich
Mistrzostwa Stanów Zjednoczonych w skokach narciarskich – zawody wyłaniające najlepszych zawodników uprawiających skoki narciarskie w Stanach Zjednoczonych.
Impreza odbywa się od 1904, a od 1981 w miejsce pojedynczego konkursu mężczyzn wprowadzono dwa konkursy, rozgrywane na skoczniach normalnej i dużej. Od końca XX wieku do programu zawodów dołączyła również rywalizacja kobiet – od 1998 na obiekcie normalnym, a od 2000 także na dużym.
Do 2007 włącznie mistrzostwa Stanów Zjednoczonych rozgrywano każdorazowo w sezonie zimowym. W 2008 podjęto decyzję o zmianie terminu na letni, w związku z czym w tym roku mistrzostwa kraju wyjątkowo odbyły się dwukrotnie – w marcu za sezon 2007/2008 i w październiku za sezon 2008/2009 (w terminie październikowym rozegrano tylko zawody na obiekcie normalnym).
W historii imprezy kilkukrotnie zmieniano podejście do zawodników zagranicznych – z reguły nie byli oni uwzględniani w rywalizacji o medale, jednak przez pewien okres rywalizowali oni o medale mistrzostw Stanów Zjednoczonych na równi z amerykańskimi rywalami, niezależnie od reprezentowanego kraju (w ten sposób od końca lat 30. XX wieku do początku lat 50. XX wieku mistrzami kraju zostało kilku Norwegów oraz jeden Fin), a w latach 80. XX wieku, na podstawie podpisane przez związki narciarskie obu państw porozumienia, z przywileju tego korzystali wyłącznie skoczkowie kanadyjscy (w ten sposób podwójnym mistrzem Stanów Zjednoczonych w 1981 został Horst Bulau).

## Mężczyźni

### Pojedyncze konkursy (1904–1980)
| Rok       | Miejscowość                                     | Złoto                                           | Srebro                                          | Brąz                                            | Uwagi                                           | Źródła        |
| --------- | ----------------------------------------------- | ----------------------------------------------- | ----------------------------------------------- | ----------------------------------------------- | ----------------------------------------------- | ------------- |
| 1904      | Ishpeming                                       | Conrad Thompson                                 | b.d.                                            | b.d.                                            | –                                               | [ 1 ]         |
| 1905      | Ishpeming                                       | Ole Westgaard                                   | b.d.                                            | b.d.                                            | –                                               | [ 1 ]         |
| 1906      | Ishpeming                                       | Ole Feiring                                     | b.d.                                            | b.d.                                            | –                                               | [ 1 ]         |
| 1907      | Ashland                                         | Olaf Jonnum                                     | b.d.                                            | b.d.                                            | –                                               | [ 1 ]         |
| 1908      | Eau Claire                                      | John Evenson                                    | b.d.                                            | b.d.                                            | –                                               | [ 1 ]         |
| 1909      | Duluth                                          | John Evenson                                    | b.d.                                            | b.d.                                            | –                                               | [ 1 ]         |
| 1910      | Coleraine                                       | Anders Haugen                                   | Oscar Gunderson                                 | Ole Feiring                                     | –                                               | [ 2 ]         |
| 1911      | Chippewa Falls                                  | Francis Kempe                                   | Anders Haugen                                   | Knute Holland                                   | –                                               | [ 3 ]         |
| 1912      | Cary                                            | Lars Haugen                                     | Sigurd Hansen                                   | E. Landvik                                      | –                                               | [ 4 ]         |
| 1913      | Ironwood                                        | Ragnar Omtvedt                                  | Anders Haugen                                   | Axel Hendrickson                                | –                                               | [ 5 ]         |
| 1914      | Virginia                                        | Ragnar Omtvedt                                  | Carl Hall                                       | Anders Haugen                                   | –                                               | [ 6 ]         |
| 1915      | Duluth                                          | Lars Haugen                                     | Henry Hall                                      | Barney Riley                                    | –                                               | [ 7 ]         |
| 1916      | Glenwood                                        | Henry Hall                                      | Ragnar Omtvedt                                  | Carl Hall                                       | –                                               | [ 8 ]         |
| 1917      | Saint Paul                                      | Ragnar Omtvedt                                  | Henry Hall                                      | Carl Hall                                       | –                                               | [ 9 ]         |
| 1918      | Cary                                            | Lars Haugen                                     | Anders Haugen                                   | Sigurd Bergerson                                | –                                               | [ 10 ]        |
| 1919      | Chippewa Falls                                  | Zawody odwołane ze względu na brak śniegu       | Zawody odwołane ze względu na brak śniegu       | Zawody odwołane ze względu na brak śniegu       | Zawody odwołane ze względu na brak śniegu       | [ 1 ]         |
| 1920      | Chippewa Falls                                  | Anders Haugen                                   | Henry Hall                                      | Lars Haugen                                     | –                                               | [ 11 ]        |
| 1921      | Denver                                          | Carl Howelson                                   | Lars Haugen                                     | Oscar Gunderson                                 | –                                               | [ 12 ]        |
| 1922      | Cary                                            | Lars Haugen                                     | Andreas Olson                                   | Barney Riley                                    | –                                               | [ 13 ]        |
| 1923      | Minneapolis                                     | Anders Haugen                                   | b.d.                                            | b.d.                                            | –                                               | [ 1 ]         |
| 1924      | Brattleboro                                     | Lars Haugen                                     | b.d.                                            | b.d.                                            | –                                               | [ 1 ]         |
| 1925      | Canton                                          | Alfred Ohrn                                     | b.d.                                            | b.d.                                            | –                                               | [ 1 ]         |
| 1926      | Duluth                                          | Anders Haugen                                   | b.d.                                            | b.d.                                            | –                                               | [ 1 ]         |
| 1927      | Denver                                          | Lars Haugen                                     | Anders Haugen                                   | Halvor Bjorngaard                               | –                                               | [ 14 ]        |
| 1928      | Red Wing                                        | Lars Haugen                                     | b.d.                                            | b.d.                                            | –                                               | [ 1 ]         |
| 1929      | Brattleboro                                     | Strand Mikkelsen                                | b.d.                                            | b.d.                                            | –                                               | [ 1 ]         |
| 1930      | Canton                                          | Caspar Oimoen                                   | b.d.                                            | b.d.                                            | –                                               | [ 1 ]         |
| 1931      | Cary                                            | Caspar Oimoen                                   | b.d.                                            | b.d.                                            | –                                               | [ 1 ]         |
| 1932      | Tahoe City                                      | Anton Lekang                                    | b.d.                                            | b.d.                                            | –                                               | [ 1 ]         |
| 1933      | Salisbury                                       | Roy Mikkelsen                                   | b.d.                                            | b.d.                                            | –                                               | [ 1 ]         |
| 1934      | Cary                                            | Caspar Oimoen                                   | b.d.                                            | b.d.                                            | –                                               | [ 1 ]         |
| 1935      | Canton                                          | Roy Mikkelsen                                   | b.d.                                            | b.d.                                            | –                                               | [ 1 ]         |
| 1936      | Red Wing                                        | George Kotlarek                                 | b.d.                                            | b.d.                                            | –                                               | [ 1 ]         |
| 1937      | Salt Lake City                                  | Sigmund Ruud                                    | b.d.                                            | b.d.                                            | –                                               | [ 1 ]         |
| 1938      | Brattleboro                                     | Sig Ulland Birger Ruud                          | –                                               | b.d.                                            | –                                               | [ 1 ]         |
| 1939      | Saint Paul                                      | Reidar Anderson                                 | b.d.                                            | b.d.                                            | –                                               | [ 1 ]         |
| 1940      | Berlin                                          | Alf Engen                                       | b.d.                                            | b.d.                                            | –                                               | [ 1 ]         |
| 1941      | Seattle                                         | Torger Tokle                                    | Alf Engen                                       | Art Devlin                                      | –                                               | [ 15 ]        |
| 1942      | Duluth                                          | Ola Gert Aanjesen                               | Art Devlin                                      | Torger Tokle                                    | –                                               | [ 16 ]        |
| 1943–1945 | Zawody odwołane ze względu na II wojnę światową | Zawody odwołane ze względu na II wojnę światową | Zawody odwołane ze względu na II wojnę światową | Zawody odwołane ze względu na II wojnę światową | Zawody odwołane ze względu na II wojnę światową | [ 1 ]         |
| 1946      | Steamboat Springs                               | Alf Engen                                       | b.d.                                            | b.d.                                            | [ e ]                                           | [ 1 ]         |
| 1947      | Ishpeming                                       | Arnholdt Kongsgård                              | b.d.                                            | b.d.                                            | –                                               | [ 1 ]         |
| 1948      | Seattle                                         | Arne Ulland                                     | Walter Bietila                                  | Joe Perrault                                    | –                                               | [ 17 ]        |
| 1949      | Salt Lake City                                  | Petter Hugsted                                  | b.d.                                            | b.d.                                            | –                                               | [ 1 ]         |
| 1950      | Duluth                                          | Olavi Kuronen                                   | b.d.                                            | b.d.                                            | –                                               | [ 1 ]         |
| 1951      | Brattleboro                                     | Arthur Tokle                                    | b.d.                                            | b.d.                                            | –                                               | [ 1 ]         |
| 1952      | Salisbury                                       | Merrill Barber                                  | b.d.                                            | b.d.                                            | [ f ]                                           | [ 1 ]         |
| 1953      | Steamboat Springs                               | Arthur Tokle                                    | b.d.                                            | b.d.                                            | –                                               | [ 1 ]         |
| 1954      | Ishpeming                                       | Roy Sherwood                                    | b.d.                                            | b.d.                                            | –                                               | [ 1 ]         |
| 1955      | Leavenworth                                     | Rudy Maki                                       | b.d.                                            | b.d.                                            | –                                               | [ 1 ]         |
| 1956      | Westby                                          | Keith Zuehlke                                   | b.d.                                            | b.d.                                            | –                                               | [ 1 ]         |
| 1957      | Berlin                                          | Ansten Samuelstuen                              | b.d.                                            | b.d.                                            | –                                               | [ 1 ]         |
| 1958      | Iron Mountain                                   | Billy Olson                                     | b.d.                                            | b.d.                                            | –                                               | [ 1 ]         |
| 1959      | Leavenworth                                     | Willie Erikson                                  | Rudy Maki                                       | b.d.                                            | –                                               | [ 18 ]        |
| 1960      | Iron Mountain                                   | James Brennan                                   | b.d.                                            | b.d.                                            | –                                               | [ 1 ]         |
| 1961      | Brattleboro                                     | Ansten Samuelstuen                              | b.d.                                            | b.d.                                            | –                                               | [ 1 ]         |
| 1962      | Cary                                            | Ansten Samuelstuen                              | Steve Rieschl                                   | Gene Kotlarek                                   | –                                               | [ 19 ]        |
| 1963      | Steamboat Springs                               | Gene Kotlarek                                   | Ansten Samuelstuen                              | b.d.                                            | –                                               | [ 20 ]        |
| 1964      | Ishpeming                                       | John Balfanz                                    | b.d.                                            | b.d.                                            | –                                               | [ 1 ]         |
| 1965      | Berlin                                          | Dave Hicks                                      | b.d.                                            | b.d.                                            | –                                               | [ 1 ]         |
| 1966      | Iron Mountain                                   | Gene Kotlarek                                   | b.d.                                            | b.d.                                            | –                                               | [ 1 ]         |
| 1967      | Leavenworth                                     | Gene Kotlarek                                   | b.d.                                            | b.d.                                            | –                                               | [ 1 ]         |
| 1968      | Westby                                          | Jay Martin                                      | b.d.                                            | b.d.                                            | –                                               | [ 1 ]         |
| 1969      | Brattleboro                                     | Adrian Watt                                     | b.d.                                            | b.d.                                            | –                                               | [ 1 ]         |
| 1970      | Eau Claire                                      | Bill Bakke                                      | b.d.                                            | b.d.                                            | –                                               | [ 1 ]         |
| 1971      | Durango                                         | Jerry Martin                                    | b.d.                                            | b.d.                                            | –                                               | [ 1 ]         |
| 1972      | Berlin                                          | Greg Swor                                       | b.d.                                            | b.d.                                            | –                                               | [ 1 ]         |
| 1973      | Ishpeming                                       | Jerry Martin                                    | Dave Norby                                      | Jeff Wright                                     | –                                               | [ 21 ]        |
| 1974      | Leavenworth                                     | Ron Steele                                      | b.d.                                            | b.d.                                            | –                                               | [ 1 ]         |
| 1975      | Brattleboro                                     | Jerry Martin                                    | Jay Rand                                        | Roy Weaver                                      | –                                               | [ 22 ]        |
| 1976      | Squaw Valley                                    | Jim Denney                                      | b.d.                                            | b.d.                                            | –                                               | [ 1 ]         |
| 1977      | Laconia                                         | Jim Denney                                      | Ken Harkins                                     | b.d.                                            | –                                               | [ 23 ]        |
| 1978      | Leavenworth                                     | Mike Devecka                                    | b.d.                                            | b.d.                                            | –                                               | [ 1 ]         |
| 1979      | Ishpeming                                       | Jeff Davis                                      | b.d.                                            | Chris McNeill                                   | –                                               | [ 24 ] [ 25 ] |
| 1980      | Eau Claire                                      | Walter Malmquist                                | Tauno Käyhkö                                    | Chris McNeill                                   | –                                               | [ 26 ]        |

### Skocznia normalna (od 1981)
| Rok  | Miejscowość               | Złoto                      | Srebro                    | Brąz                      | Uwagi                     | Źródła                    |
| ---- | ------------------------- | -------------------------- | ------------------------- | ------------------------- | ------------------------- | ------------------------- |
| 1981 | Steamboat Springs         | Horst Bulau                | Jeff Hastings             | Jeff Davis                | –                         | [ 27 ]                    |
| 1982 | Lake Placid               | Reed Zuehlke               | John Denney               | Jeff Hastings             | –                         | [ 28 ]                    |
| 1983 | Eau Claire                | Mark Konopacke             | John Broman               | Reed Zuehlke              | –                         | [ 29 ]                    |
| 1984 | Steamboat Springs         | Jeff Hastings              | Reed Zuehlke              | Landis Arnold             | –                         | [ 30 ]                    |
| 1985 | Laconia                   | Chris Hastings             | b.d.                      | b.d.                      | –                         | [ 25 ]                    |
| 1986 | Steamboat Springs         | Rick Mewborn               | Mike Holland              | Mark Konopacke            | –                         | [ 31 ]                    |
| 1987 | Ishpeming                 | Chris Hastings             | b.d.                      | b.d.                      | –                         | [ 25 ]                    |
| 1988 | Steamboat Springs         | Mark Konopacke             | Reed Zuehlke              | Larry Olsen               | –                         | [ 32 ]                    |
| 1989 | Lake Placid               | Mike Holland               | Ted Langlois              | Kris Severson             | –                         | [ 33 ]                    |
| 1990 | Eau Claire                | Jim Holland                | Kurt Stein                | Kris Severson             | –                         | [ 34 ]                    |
| 1991 | Steamboat Springs         | Jim Holland Mark Konopacke | –                         | Kris Severson             | –                         | [ 35 ]                    |
| 1992 | Brattleboro               | Jim Holland                | Tim Tetreault             | Robert Holme              | –                         | [ 36 ]                    |
| 1993 | Zawodów nie zorganizowano | Zawodów nie zorganizowano  | Zawodów nie zorganizowano | Zawodów nie zorganizowano | Zawodów nie zorganizowano | [ 25 ]                    |
| 1994 | Steamboat Springs         | Randy Weber                | Ryan Heckman              | Todd Lodwick              | –                         | [ 37 ]                    |
| 1995 | Park City                 | Randy Weber                | Ted Langlois              | Matt Kuusinen             | –                         | [ 38 ]                    |
| 1996 | Lake Placid               | Randy Weber                | Matt Kuusinen             | Casey Colby               | –                         | [ 39 ]                    |
| 1997 | Zawodów nie zorganizowano | Zawodów nie zorganizowano  | Zawodów nie zorganizowano | Zawodów nie zorganizowano | Zawodów nie zorganizowano | [ 25 ]                    |
| 1998 | Steamboat Springs         | Randy Weber                | Casey Colby               | Bill Demong               | –                         | [ 40 ]                    |
| 1999 | Lake Placid               | Todd Lodwick               | Rhys Hecox                | Alan Alborn               | [ g ]                     | [ 41 ]                    |
| 2000 | Steamboat Springs         | Brendan Doran              | Todd Lodwick              | Clint Jones               | [ h ]                     | [ 42 ]                    |
| 2001 | Park City                 | Bill Demong                | Alan Alborn               | Todd Lodwick              | –                         | [ 43 ]                    |
| 2002 | Steamboat Springs         | Alan Alborn                | Clint Jones               | Bill Demong               | –                         | [ 44 ]                    |
| 2003 | Steamboat Springs         | Alan Alborn                | Johnny Spillane           | Todd Lodwick              | –                         | [ 45 ]                    |
| 2004 | Steamboat Springs         | Todd Lodwick               | Clint Jones               | Johnny Spillane           | –                         | [ 46 ]                    |
| 2005 | Steamboat Springs         | Todd Lodwick               | Clint Jones               | Thomas Schwall            | –                         | [ 47 ]                    |
| 2006 | Steamboat Springs         | Clint Jones                | Todd Lodwick              | Thomas Schwall            | –                         | [ 48 ]                    |
| 2007 | Steamboat Springs         | Bill Demong                | Johnny Spillane           | Nicholas Fairall          | –                         | [ 49 ]                    |
| 2008 | Park City                 | Johnny Spillane            | Bill Demong               | Anders Johnson            | [ j ] [ 25 ]              | [ 50 ]                    |
| 2008 | Lake Placid               | Anders Johnson             | Johnny Spillane           | Bill Demong               | [ j ] [ 25 ]              | [ 51 ]                    |
| 2009 | Lake Placid               | Nicholas Alexander         | Chris Lamb                | John Lyons                | –                         | [ 52 ]                    |
| 2010 | Park City                 | Peter Frenette             | Brett Camerota            | Anders Johnson            | –                         | [ 53 ]                    |
| 2011 | Fox River Grove           | Anders Johnson             | Nicholas Fairall          | Bill Demong               | [ l ]                     | [ 54 ]                    |
| 2012 | Park City                 | Anders Johnson             | Alexander Haupt           | Peter Frenette            | [ m ]                     | [ 55 ]                    |
| 2013 | Lake Placid               | Nicholas Alexander         | Nicholas Fairall          | Anders Johnson            | –                         | [ 56 ]                    |
| 2014 | Lake Placid               | Nicholas Fairall           | Anders Johnson            | William Rhoads            | –                         | [ 57 ]                    |
| 2015 | Lake Placid               | Michael Glasder            | Kevin Bickner             | Nicholas Mattoon          | –                         | [ 58 ]                    |
| 2016 | Lake Placid               | William Rhoads             | Kevin Bickner             | Casey Larson              | –                         | [ 59 ]                    |
| 2017 | Lake Placid               | Michael Glasder            | Kevin Bickner             | Bryan Fletcher            | [ m ]                     | [ 60 ]                    |
| 2018 | Park City                 | Kevin Bickner              | Casey Larson              | Decker Dean               | [ m ]                     | [ 61 ]                    |
| 2019 | Park City                 | Kevin Bickner              | Casey Larson              | Decker Dean               | [ m ]                     | [ 62 ]                    |
| 2020 | Zawodów nie zorganizowano | Zawodów nie zorganizowano  | Zawodów nie zorganizowano | Zawodów nie zorganizowano | Zawodów nie zorganizowano | Zawodów nie zorganizowano |
| 2021 | Park City                 | Casey Larson               | Andrew Urlaub             | Decker Dean               | –                         | [ 63 ]                    |
| 2022 | Lake Placid               | Casey Larson               | Andrew Urlaub             | Erik Belshaw              | –                         | [ 64 ]                    |
| 2023 | Lake Placid               | Erik Belshaw               | Andrew Urlaub             | Tate Frantz               | –                         | [ 65 ]                    |
| 2024 | Lake Placid               | Tate Frantz                | Erik Belshaw              | Decker Dean               | –                         | [ 66 ]                    |

### Skocznia duża (od 1981)
| Rok       | Miejscowość               | Złoto                         | Srebro                    | Brąz                      | Uwagi                     | Źródła                    |
| --------- | ------------------------- | ----------------------------- | ------------------------- | ------------------------- | ------------------------- | ------------------------- |
| 1981      | Steamboat Springs         | Horst Bulau                   | Steve Collins             | Jeff Davis                | –                         | [ 67 ]                    |
| 1982      | Lake Placid               | Jeff Hastings                 | John Broman               | Ron Richards              | –                         | [ 68 ]                    |
| 1983      | Westby                    | Jeff Hastings                 | b.d.                      | b.d.                      | –                         | [ 25 ]                    |
| 1984      | Steamboat Springs         | Jeff Hastings                 | Landis Arnold             | Dennis McGrane            | –                         | [ 69 ]                    |
| 1985      | Zawodów nie zorganizowano | Zawodów nie zorganizowano     | Zawodów nie zorganizowano | Zawodów nie zorganizowano | Zawodów nie zorganizowano | [ 25 ]                    |
| 1986      | Steamboat Springs         | Mike Holland                  | Rick Mewborn              | Reed Zuehlke              | –                         | [ 31 ]                    |
| 1987      | Steamboat Springs         | Mike Holland                  | Zane Palmer               | Rick Mewborn              | –                         | [ 70 ]                    |
| 1988      | Steamboat Springs         | Mike Holland                  | Reed Zuehlke              | Dennis McGrane            | –                         | [ 32 ]                    |
| 1989      | Lake Placid               | Mike Holland                  | Ted Langlois              | Mark Konopacke            | –                         | [ 71 ]                    |
| 1990      | Westby                    | Jim Holland                   | Mark Konopacke            | Kris Severson             | [ n ]                     | [ 72 ]                    |
| 1991      | Steamboat Springs         | Ryan Heckman                  | Reed Zuehlke              | Mark Hammel               | –                         | [ 35 ]                    |
| 1992      | Lake Placid               | Jim Holland                   | Ted Langlois              | Tim Tetreault             | –                         | [ 73 ]                    |
| 1993      | Westby                    | Jim Holland                   | Robert Holme              | Ted Langlois              | [ o ]                     | [ 74 ]                    |
| 1994      | Steamboat Springs         | Todd Lodwick                  | Jim Holland               | Ryan Heckman              | –                         | [ 75 ]                    |
| 1995      | Zawodów nie zorganizowano | Zawodów nie zorganizowano     | Zawodów nie zorganizowano | Zawodów nie zorganizowano | Zawodów nie zorganizowano | [ 25 ]                    |
| 1996      | Lake Placid               | Randy Weber                   | Casey Colby               | Matt Kuusinen             | –                         | [ 76 ]                    |
| 1997      | Westby                    | Casey Colby                   | Randy Weber               | Taylor Hoffman            | –                         | [ 77 ]                    |
| 1998      | Steamboat Springs         | Todd Lodwick                  | Randy Weber               | Casey Colby               | –                         | [ 40 ]                    |
| 1999      | Lake Placid               | Alan Alborn                   | Brendan Doran             | Todd Lodwick              | –                         | [ 78 ]                    |
| 2000      | Steamboat Springs         | Clint Jones                   | Todd Lodwick              | Brendan Doran             | –                         | [ 42 ]                    |
| 2001      | Park City                 | Alan Alborn                   | Bill Demong               | Todd Lodwick              | –                         | [ 79 ]                    |
| 2002      | Steamboat Springs         | Alan Alborn                   | Bill Demong               | Clint Jones               | –                         | [ 80 ]                    |
| 2003      | Steamboat Springs         | Johnny Spillane               | Alan Alborn               | Clint Jones               | –                         | [ 45 ]                    |
| 2004      | Steamboat Springs         | Todd Lodwick                  | Johnny Spillane           | Thomas Schwall            | –                         | [ 81 ]                    |
| 2005      | Steamboat Springs         | Todd Lodwick                  | Clint Jones               | Thomas Schwall            | –                         | [ 47 ]                    |
| 2006      | Steamboat Springs         | Todd Lodwick                  | Clint Jones               | Thomas Schwall            | –                         | [ 48 ]                    |
| 2007      | Steamboat Springs         | Bill Demong                   | Johnny Spillane           | Brett Camerota            | –                         | [ 82 ]                    |
| 2008      | Park City                 | Anders Johnson                | Johnny Spillane           | Nicholas Alexander        | [ j ] [ 25 ]              | [ 83 ]                    |
| 2009      | Zawodów nie zorganizowano | Zawodów nie zorganizowano     | Zawodów nie zorganizowano | Zawodów nie zorganizowano | Zawodów nie zorganizowano | [ 25 ]                    |
| 2010      | Park City                 | Peter Frenette                | Brett Camerota            | Anders Johnson            | –                         | [ 53 ]                    |
| 2011      | Park City                 | Peter Frenette                | Chris Lamb                | Bryan Fletcher            | –                         | [ 84 ]                    |
| 2012      | Park City                 | Anders Johnson Peter Frenette | –                         | Christian Friberg         | [ m ]                     | [ 55 ]                    |
| 2013      | Park City                 | Nicholas Fairall              | Nicholas Alexander        | Chris Lamb                | [ m ]                     | [ 85 ]                    |
| 2014      | Park City                 | Christian Friberg             | Nicholas Alexander        | Kevin Bickner             | [ m ]                     | [ 86 ]                    |
| 2015      | Park City                 | William Rhoads                | Kevin Bickner             | Christian Friberg         | [ m ]                     | [ 87 ]                    |
| 2016      | Park City                 | William Rhoads                | Kevin Bickner             | Casey Larson              | [ m ]                     | [ 88 ]                    |
| 2017      | Park City                 | William Rhoads                | Casey Larson              | Kevin Bickner             | [ m ]                     | [ 89 ]                    |
| 2018      | Park City                 | Kevin Bickner                 | Casey Larson              | Decker Dean               | [ m ]                     | [ 61 ]                    |
| 2019–2020 | Zawodów nie zorganizowano | Zawodów nie zorganizowano     | Zawodów nie zorganizowano | Zawodów nie zorganizowano | Zawodów nie zorganizowano | Zawodów nie zorganizowano |
| 2021      | Park City                 | Casey Larson                  | Decker Dean               | Andrew Urlaub             | –                         | [ 90 ]                    |
| 2022      | Lake Placid               | Casey Larson                  | Erik Belshaw              | Andrew Urlaub             | –                         | [ 91 ]                    |
| 2023      | Lake Placid               | Erik Belshaw                  | Tate Frantz               | Andrew Urlaub             | –                         | [ 92 ]                    |
| 2024      | Lake Placid               | Tate Frantz                   | Casey Larson              | Andrew Urlaub             | –                         | [ 93 ]                    |

## Kobiety

### Skocznia normalna (od 1998)
| Rok  | Miejscowość               | Złoto                     | Srebro                    | Brąz                       | Uwagi                     | Źródła                    |
| ---- | ------------------------- | ------------------------- | ------------------------- | -------------------------- | ------------------------- | ------------------------- |
| 1998 | Steamboat Springs         | Lindsey Van               | Karla Keck                | Liz Szotyori               | –                         | [ 40 ]                    |
| 1999 | Lake Placid               | Lindsey Van               | Liz Szotyori              | Veronica Myhra             | –                         | [ 41 ]                    |
| 2000 | Steamboat Springs         | Lindsey Van               | Karla Keck                | Liz Szotyori               | –                         | [ 42 ]                    |
| 2001 | Park City                 | Lindsey Van               | Liz Szotyori              | Karla Keck                 | –                         | [ 43 ]                    |
| 2002 | Steamboat Springs         | Jessica Jerome            | Lindsey Van               | Liz Szotyori               | –                         | [ 44 ]                    |
| 2003 | Park City                 | Jessica Jerome            | b.d.                      | b.d.                       | –                         | [ 94 ]                    |
| 2004 | Steamboat Springs         | Lindsey Van               | Jessica Jerome            | Alissa Johnson             | –                         | [ 46 ]                    |
| 2005 | Steamboat Springs         | Jessica Jerome            | Lindsey Van               | Alissa Johnson             | –                         | [ 47 ]                    |
| 2006 | Steamboat Springs         | Lindsey Van               | Jessica Jerome            | Abby Hughes                | [ p ]                     | [ 48 ]                    |
| 2007 | Steamboat Springs         | Lindsey Van               | Brenna Ellis              | Avery Ardovino             | –                         | [ 49 ]                    |
| 2008 | Park City                 | Jessica Jerome            | Brenna Ellis              | Abby Hughes                | [ j ] [ 25 ]              | [ 50 ]                    |
| 2008 | Lake Placid               | Lindsey Van               | Jessica Jerome            | Alissa Johnson             | [ j ] [ 25 ]              | [ 51 ]                    |
| 2009 | Lake Placid               | Jessica Jerome            | Sarah Hendrickson         | Abby Hughes                | –                         | [ 52 ]                    |
| 2010 | Park City                 | Lindsey Van               | Sarah Hendrickson         | Abby Hughes                | –                         | [ 53 ]                    |
| 2011 | Fox River Grove           | Sarah Hendrickson         | Alissa Johnson            | Jessica Jerome             | [ l ]                     | [ 54 ]                    |
| 2012 | Park City                 | Jessica Jerome            | Alissa Johnson            | Nina Lussi                 | –                         | [ 55 ]                    |
| 2013 | Lake Placid               | Lindsey Van               | Jessica Jerome            | Alissa Johnson             | –                         | [ 56 ]                    |
| 2014 | Lake Placid               | Sarah Hendrickson         | Jessica Jerome            | Tara Geraghty-Moats        | –                         | [ 57 ]                    |
| 2015 | Lake Placid               | Nita Englund              | Abby Hughes               | Nina Lussi                 | –                         | [ 58 ]                    |
| 2016 | Lake Placid               | Tara Geraghty-Moats       | Nina Lussi                | Gabriella Armstrong        | –                         | [ 59 ]                    |
| 2017 | Lake Placid               | Nina Lussi                | Nita Englund              | Abby Ringquist             | –                         | [ 60 ]                    |
| 2018 | Park City                 | Nita Englund              | Tara Geraghty-Moats       | Annika Belshaw             | [ m ]                     | [ 61 ]                    |
| 2019 | Park City                 | Nina Lussi                | Anna Hoffmann             | Annika Belshaw             | –                         | [ 62 ]                    |
| 2020 | Zawodów nie zorganizowano | Zawodów nie zorganizowano | Zawodów nie zorganizowano | Zawodów nie zorganizowano  | Zawodów nie zorganizowano | Zawodów nie zorganizowano |
| 2021 | Park City                 | Annika Belshaw            | Nina Lussi                | Anna Hoffmann Logan Sankey | –                         | [ 63 ]                    |
| 2022 | Lake Placid               | Annika Belshaw            | Paige Jones               | Samantha Macuga            | –                         | [ 64 ]                    |
| 2023 | Lake Placid               | Annika Belshaw            | Paige Jones               | Josie Johnson              | –                         | [ 65 ]                    |
| 2024 | Lake Placid               | Annika Belshaw            | Josie Johnson             | Samantha Macuga            | [ m ]                     | [ 66 ]                    |

### Skocznia duża (od 2000)
| Rok       | Miejscowość               | Złoto                     | Srebro                    | Brąz                      | Uwagi                     | Źródła                    |
| --------- | ------------------------- | ------------------------- | ------------------------- | ------------------------- | ------------------------- | ------------------------- |
| 2000      | Steamboat Springs         | Lindsey Van               | Karla Keck                | Liz Szotyori              | –                         | [ 42 ]                    |
| 2001      | Park City                 | Lindsey Van               | Karla Keck                | Liz Szotyori              | –                         | [ 79 ]                    |
| 2002–2003 | Zawodów nie zorganizowano | Zawodów nie zorganizowano | Zawodów nie zorganizowano | Zawodów nie zorganizowano | Zawodów nie zorganizowano | Zawodów nie zorganizowano |
| 2004      | Steamboat Springs         | Lindsey Van               | Jessica Jerome            | Alissa Johnson            | –                         | [ 81 ]                    |
| 2005      | Steamboat Springs         | Lindsey Van               | Jessica Jerome            | Alissa Johnson            | –                         | [ 47 ]                    |
| 2006      | Steamboat Springs         | Lindsey Van               | Jessica Jerome            | Abby Hughes               | –                         | [ 48 ]                    |
| 2007      | Steamboat Springs         | Lindsey Van               | Avery Ardovino            | Alissa Johnson            | –                         | [ 95 ]                    |
| 2008      | Park City                 | Jessica Jerome            | Sarah Hendrickson         | Abby Hughes               | [ j ] [ 25 ]              | [ 83 ]                    |
| 2009      | Zawodów nie zorganizowano | Zawodów nie zorganizowano | Zawodów nie zorganizowano | Zawodów nie zorganizowano | Zawodów nie zorganizowano | Zawodów nie zorganizowano |
| 2010      | Park City                 | Lindsey Van               | Jessica Jerome            | Sarah Hendrickson         | –                         | [ 53 ]                    |
| 2011      | Park City                 | Jessica Jerome            | Sarah Hendrickson         | Lindsey Van               | –                         | [ 84 ]                    |
| 2012      | Park City                 | Jessica Jerome            | Alissa Johnson            | Abby Hughes               | –                         | [ 55 ]                    |
| 2013      | Park City                 | Sarah Hendrickson         | Jessica Jerome            | Lindsey Van               | –                         | [ 85 ]                    |
| 2014      | Park City                 | Jessica Jerome            | Nita Englund              | Lindsey Van               | –                         | [ 86 ]                    |
| 2015      | Park City                 | Nina Lussi                | Tara Geraghty-Moats       | Abby Hughes               | [ m ]                     | [ 87 ]                    |
| 2016      | Park City                 | Jessica Jerome            | Cara Larson               | Logan Sankey              | [ m ]                     | [ 88 ]                    |
| 2017      | Park City                 | Nita Englund              | Abby Ringquist            | Nina Lussi                | [ m ]                     | [ 89 ]                    |
| 2018      | Park City                 | Nita Englund              | Tara Geraghty-Moats       | Annika Belshaw            | [ m ]                     | [ 61 ]                    |
| 2019–2020 | Zawodów nie zorganizowano | Zawodów nie zorganizowano | Zawodów nie zorganizowano | Zawodów nie zorganizowano | Zawodów nie zorganizowano | Zawodów nie zorganizowano |
| 2021      | Park City                 | Annika Belshaw            | Anna Hoffmann             | Nina Lussi                | –                         | [ 90 ]                    |
| 2022      | Lake Placid               | Annika Belshaw            | Paige Jones               | Anna Hoffmann             | –                         | [ 91 ]                    |
| 2023      | Lake Placid               | Annika Belshaw            | Paige Jones               | Josie Johnson             | –                         | [ 92 ]                    |
| 2024      | Lake Placid               | Annika Belshaw            | Paige Jones               | Josie Johnson             | [ m ]                     | [ 93 ]                    |